# Бакинская улица (Киев)
Бакинская улица (укр. Бакинська вулиця) — улица в Шевченковском районе города Киева, местность Сырец. Пролегает от улицы Ольжича до Петропавловской улицы.
Приобщаются улицы Грозненская, Полянская и Верболозная, переулки Бакинский, Чаплыгина и Полянский.

## История
Улица известна с 1-й половины XX века как незастроенная дорога, имела название 2-й Казарменний переулок (название Казарменний переулок также имела расположенная неподалеку улица Рылеева). Современное название улица получила в 1955 году в честь города Баку.

## Учреждения и заведения
- № 12 — общеобразовательная школа № 199
- Бакинская 11 - Дом Молитвы МСЦ ЕХБ

## Изображения

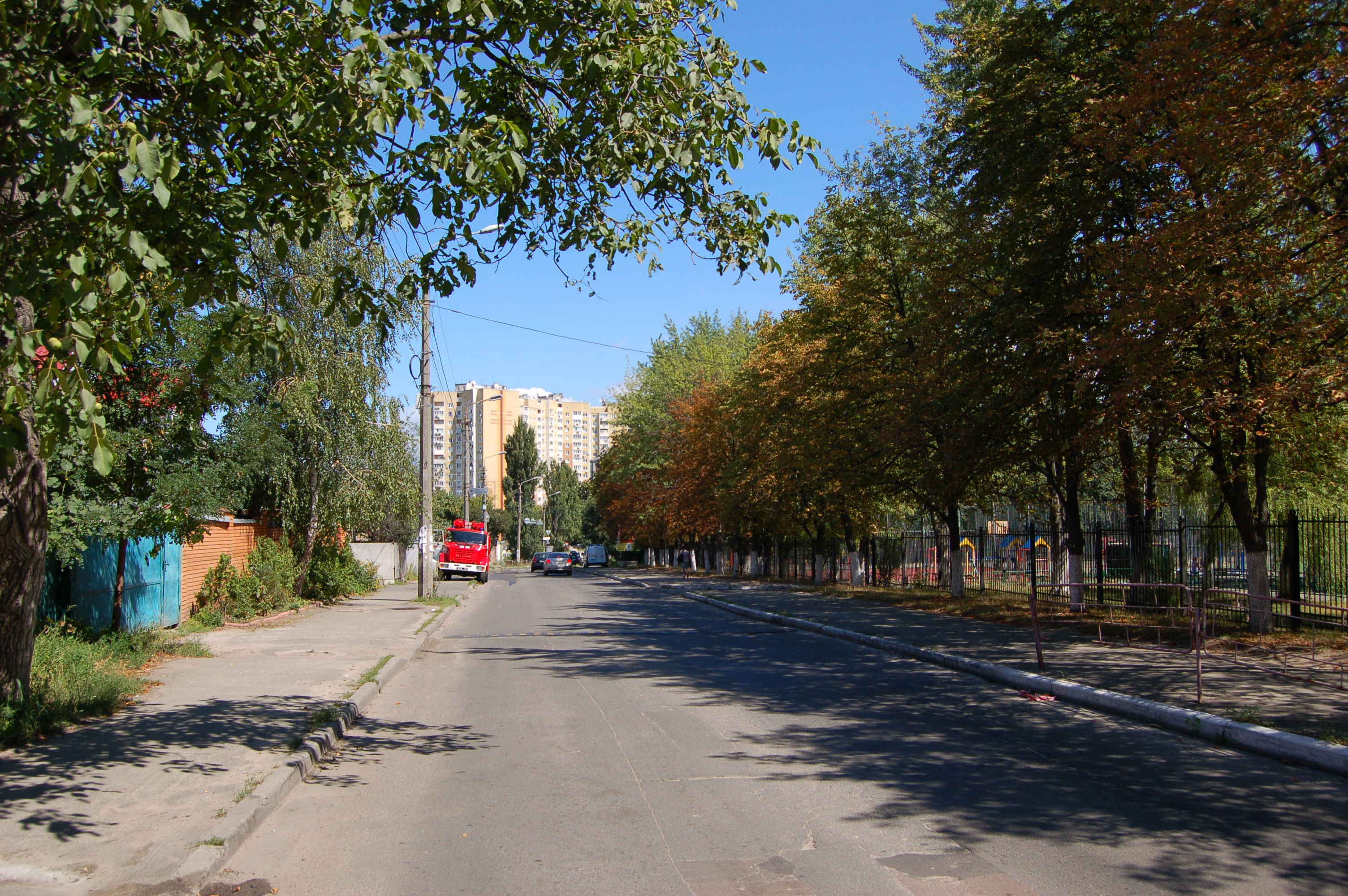
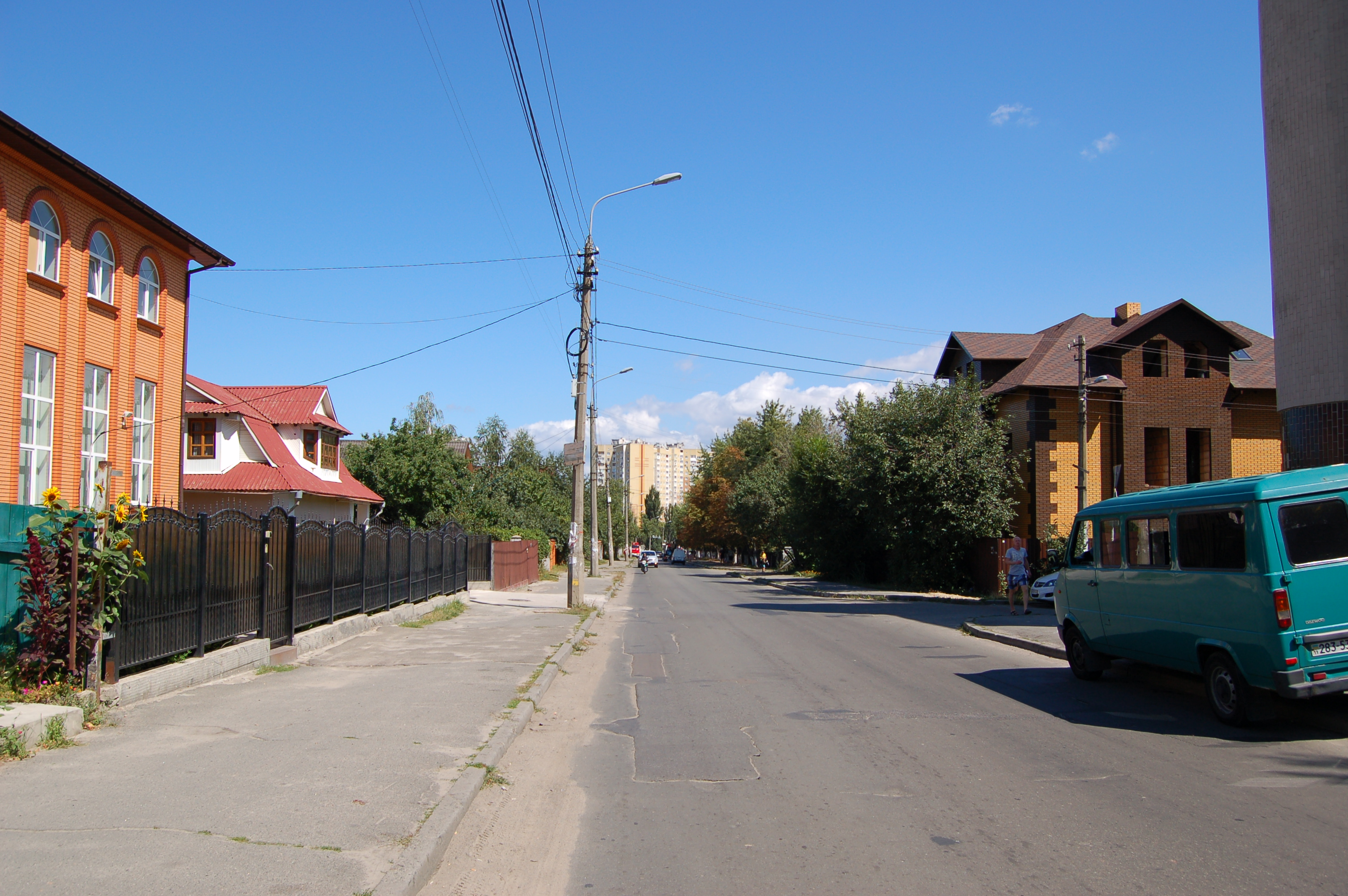
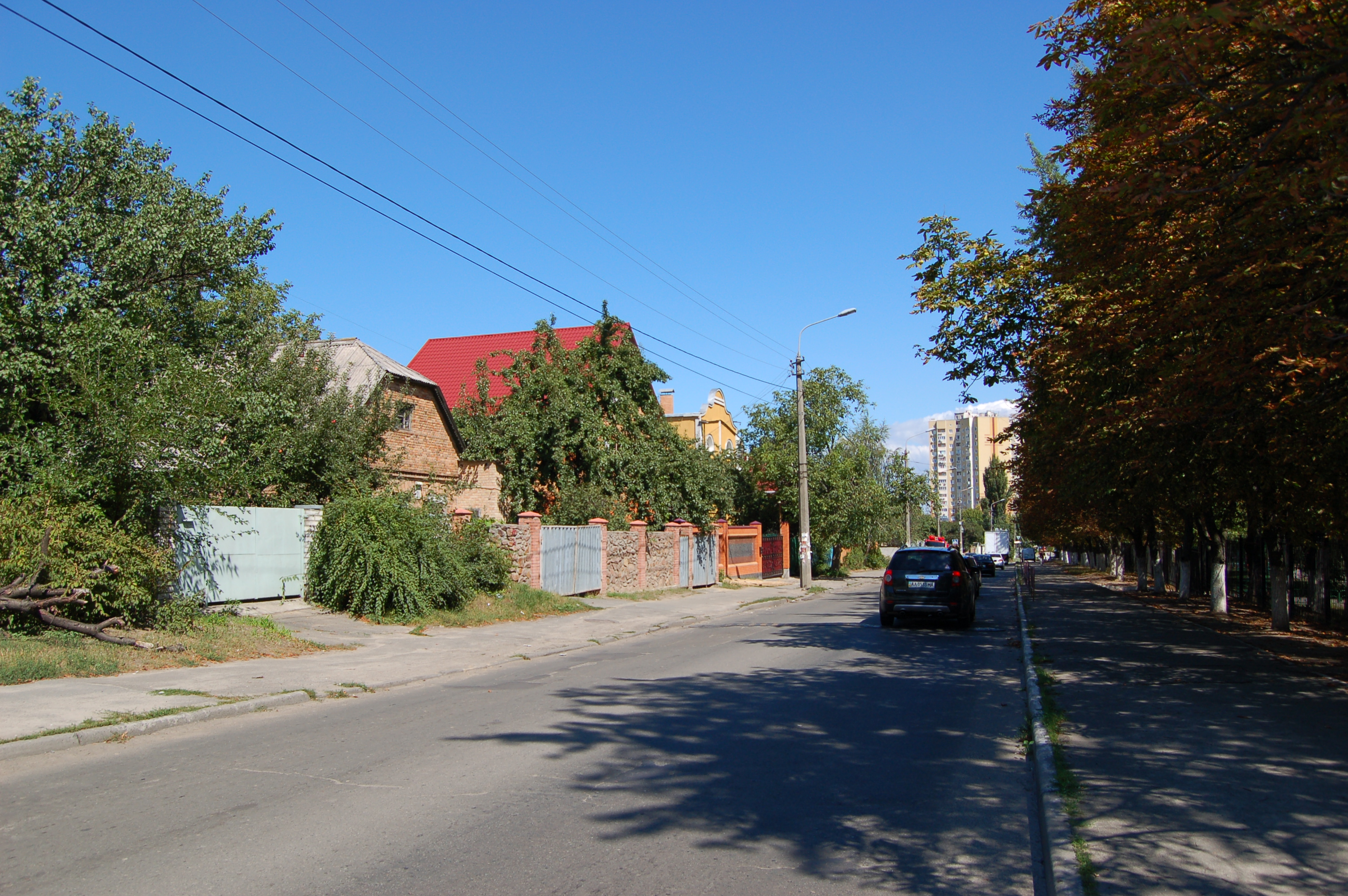